# 楠隱角介殼蟲
楠隱角介殼蟲（学名：Paracardiococcus actinodaphnis）为介殼蟲科角介殼蟲屬下的一个种。